# Karl Iwanowitsch Albrecht

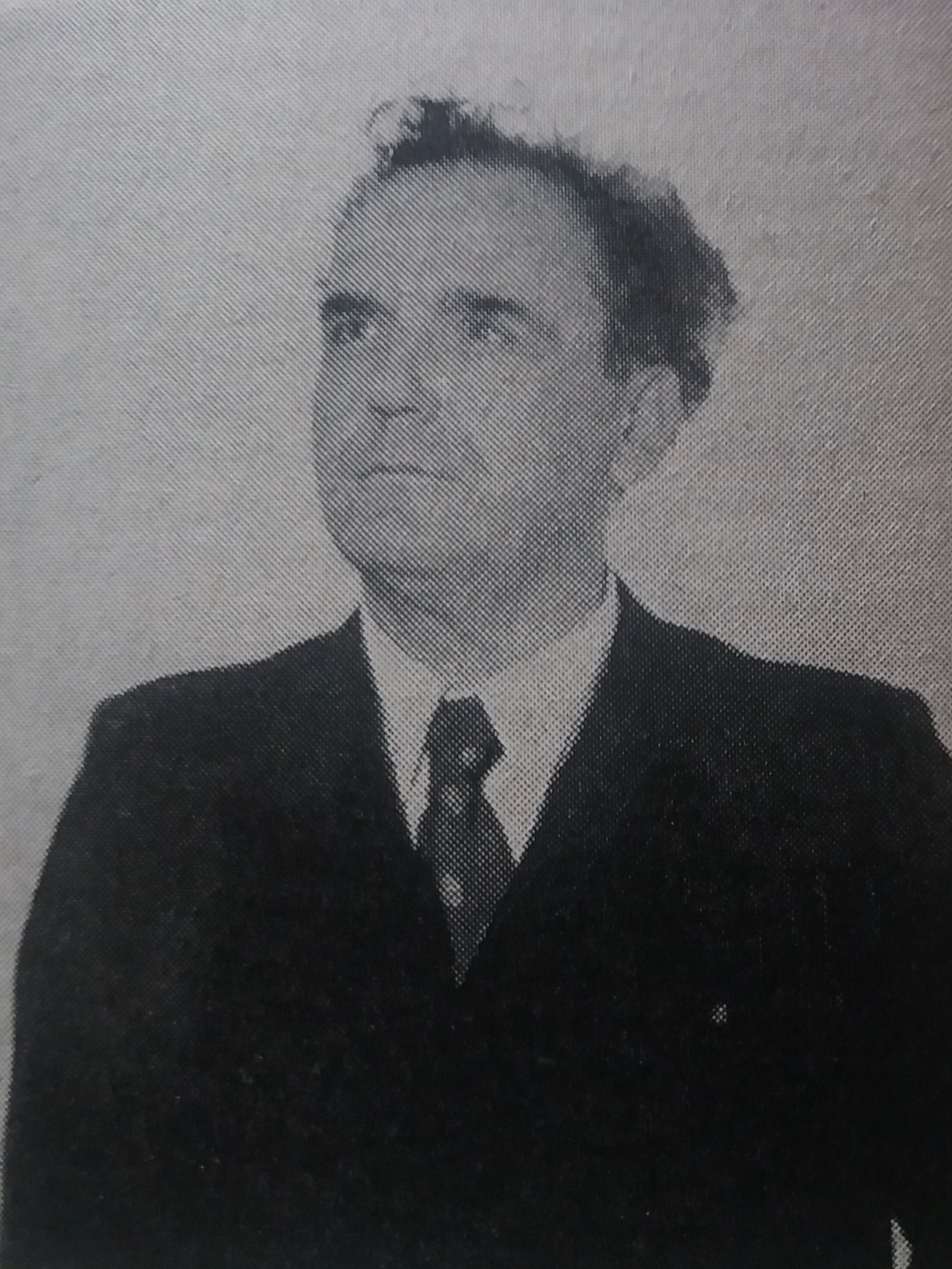
Karl Iwanowitsch Albrecht (1954)

Karl Iwanowitsch Albrecht (eigentlich Karl Matthäus Löw; * 8. November 1897 in Weingarten (Württemberg); † 22. August 1969 in Tübingen) war ein deutscher Kommunist, späterer Nationalsozialist und Autor.

## Leben
Mit 17 Jahren kämpfte Albrecht im Ersten Weltkrieg und wurde schwer verwundet. Zur Zeit des Spartakusaufstands im Januar 1919 war er württembergischer Sicherheitswehrmann und  ermöglichte die Flucht Willi Münzenberg und anderen Revolutionären, die beim Transport nach Ulm „auf der Flucht erschossen“ werden sollten. Albrecht ging 1924 in die Sowjetunion, weil er eine Strafe von zwei Jahren absitzen musste, die er in Deutschland wegen illegaler Betätigung für die zeitweise verbotene KPD erhalten hatte. Seine Flucht war von der Roten Hilfe organisiert und finanziert worden. Albrecht begann eine Lehre als Forstassistent. Albrecht wurde Mitglied der KPdSU und engagierte sich in der russischen Politik. 1928 wurde Albrecht aus der KPdSU aufgrund des Vorwurfs des Trotzkismus ausgeschlossen. Er brachte es dennoch bis zum Anwärter auf den Posten eines stellvertretenden Volkskommissars für Waldwirtschaft. 1932 wurde Albrecht verhaftet und zu fünf Jahren Haft wegen »Unzucht« verurteilt.
Da Albrecht deutscher Staatsbürger geblieben war und sich an die Botschaft wenden konnte, wurde er nach 18 Monaten der Inhaftierung am 1. April 1934 nach Deutschland abgeschoben. Zuvor war er unter Anwesenheit von Béla Kun, Fritz Heckert und Heinz Neumann durch ein Revolutionsgericht, dem Jagoda und Krylenko angehört hatten, zum Tode verurteilt und anschließend von der sowjetischen Glawnoje Raswedywatelnoje Uprawlenije (GRU) als Perspektivagent angeworben worden.
In Deutschland wurde Albrecht von den Nationalsozialisten für mehrere Monate in das Landesgefängnis Ludwigsburg überführt. Es folgten Verhöre im Gestapo-Gefängnis im Columbia-Haus in Berlin, schließlich wurde er von da in die Freiheit entlassen. Aufgrund seiner kommunistischen Vergangenheit war für Albrecht keine Arbeit in Deutschland zu bekommen. Außerdem glaubte er, außerhalb des nationalsozialistischen Deutschlands größere Chancen zu haben, seine russische Ehefrau aus der GPU-Haft herauszubekommen. Es folgte ein Aufenthalt in der Türkei, wo er zu den dortigen Kommunisten Kontakt aufbaute und feststellen musste, dass dort jegliches Vertrauen verspielt war. Hier entschied er sich für einen Wechsel seiner Gesinnung, weil er mit den NS-Auslandsdeutschen gute Erfahrungen machte. Zuerst aber reiste er in die Schweiz aus.
Nach Anwerbung durch die Nazipropaganda gab die Antikomintern 1938 in dem Goebbelsschen Reichsministerium für Volksaufklärung und Propaganda unterstehenden und von Eberhard Taubert geleiteten Nibelungen-Verlag Albrechts Buch Der verratene Sozialismus heraus. Das Buch fand reißenden Absatz und war trotz hohen Preises sehr gefragt. Es schilderte den ersten Fall, in dem ein ranghoher sowjetischer Funktionär zu den Nationalsozialisten übergelaufen war. Julius Streicher urteilte, das Buch sei „das Beste und Glaubwürdigste“, was bisher über die Sowjetunion herausgekommen sei und zudem „das beste Mittel, um irregeführte Volksgenossen endgültig von einem Irrwahn zu befreien“. Der Verkaufserfolg hielt, gefördert auch durch Lesereisen und Rundfunkvorträge des Autors, an. Wegen des deutsch-sowjetischen Nichtangriffspaktes vom August 1939 wurde der Vertrieb bis September 1941 kurzfristig eingestellt, danach erschien eine „Volksausgabe“ mit einer Auflage von 700.000 Stück, und 1944 überstieg die Gesamtauflage die Zwei-Millionen-Grenze. Das Buch war das erfolgreichste des Nibelungen-Verlages.
Albrecht wurde ein überzeugter Anhänger des NS-Regimes. Von den Verkaufserlösen bzw. 300.000 RM Honorar kaufte er sich bei Berlin eine Villa und erwarb einen Gemüsegroßhandel. Zum 28. August 1944 trat er der SS als SS-Hauptsturmführer bei und arbeitete mit Gottlob Berger zusammen. Auf dessen Wunsch wurde er 1945 zum Adjutanten von General Wlassow, des auf deutscher Seite kämpfenden Kommandeurs der Russischen Befreiungsarmee (ROA). In dieser Eigenschaft gelang Albrecht mit der Auslieferung Wlassows an die Rote Armee Anfang Mai 1945 der einzige nennenswerte Erfolg als Agent der GRU.
In der Sowjetischen Besatzungszone wurde Der verratene Sozialismus auf die Liste der auszusondernden Literatur gesetzt.

## Werke
- Der verratene Sozialismus: 10 Jahre als hoher Staatsbeamter in der Sowjetunion. Nibelungen-Verlag, Berlin/Leipzig  1939, DNB 571694802.
- Sie aber werden die Welt zerstören. Verlag Herbert Neuner, München 1954, DNB 861031180